# Thomas Hatfield
Pour les articles homonymes, voir Hatfield.
Thomas Hatfield, né vers 1310 et mort le 8 mai 1381, est un religieux britannique.

## Biographie
Favori d'Édouard III, Lord du sceau privé (1344-1345), il devient évêque de Durham en 1345. Il prend part à la bataille de Crécy le 26 août 1346, aide lord Percy à repousser les Écossais et est un des commissaires chargés de traiter de la rançon du roi écossais David II fait prisonnier par les Anglais.
Fondateur du collège de la Trinité à Oxford, il meurt en 1381.